# 洛西尼夫卡
50°50′23″N 31°54′58″E / 50.83972°N 31.91611°E

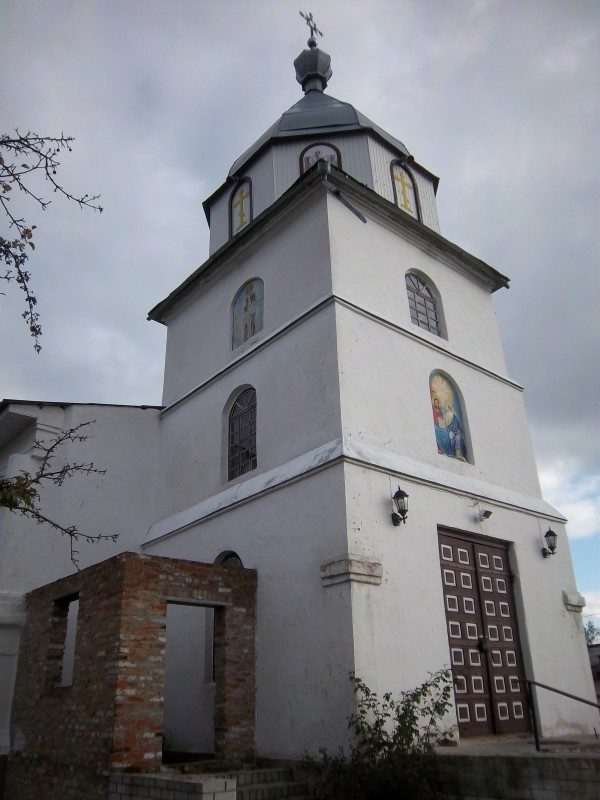
教堂

洛西尼夫卡（烏克蘭語：Лосинівка），是烏克蘭北部切爾尼戈夫州尼任區洛西尼夫卡市镇内的市級鎮及其行政中心。始建於1197年，面積9平方公里，2011年人口4,200，該市級鎮人口密度每平方公里466.7人。